# Фейбер, Брок
Брок Фейбер (англ. Brock Faber; род. 22 августа 2002, Мейпл-Гров, Миннесота) — американский хоккеист, защитник клуба НХЛ «Миннесота Уайлд».

## Карьера

### Юниорская
В 2020—2023 годах выступал за команду университета штата Миннесота в конференции Big Ten. В 2022 и 2023 году признавался лучшим оборонительным игроком конференции.
В 2020 году был выбран на драфте НХЛ во 2-м раунде под общим 45-м номером клубом «Лос-Анджелес Кингз», но не сыграл за команду ни одного матча. Права на него вместе с выбором в первом раунде драфта 2022 года «Лос-Анджелес» обменял в «Миннесоту Уайлд» на Кевина Фиалу.

### Профессиональная
9 апреля подписал трёхлетний контракт новичка с «Миннесотой», за которую вскоре и дебютировал в самом конце регулярного сезона.
Первый гол в НХЛ забил 12 октября 2023 года в игре против «Флориды Пантерз», которую «Миннесота» выиграла 2:0. В сезоне 2023—2024 Брок сыграл во всех 82 играх клуба, и по итогам сезона был номинирован на приз лучшему новичку («Колдер Трофи»), но награду получил Коннор Бедард.
29 июля 2024 года подписал 8-летний контракт с «Миннесотой Уайлд» на сумму $68 млн.

### Международная
Выступал за молодёжную сборную США на чемпионатах мира 2021 и 2022 (на последнем сыграл одну игру до его отмены из-за вспышки заболеваемости COVID-19).
В 2022 году выступал за основную сборную США на зимней Олимпиаде 2022.
В 2025 году выступал за сборную США на Турнире четырёх наций, где сборная США заняла второе место.